# Compresión multitasa adaptativa
Multi-tasa adaptativo (en inglés Adaptive Multi-Rate, AMR) es un formato de compresión de audio optimizado para la codificación de voz. AMR ha sido adoptado como el estándar de codificación de audio por 3gpp en octubre de 1998 y actualmente se utiliza ampliamente en GSM. Gestiona dinámicamente el ancho de banda seleccionando entre ocho diferentes tasas de bits.
Los anchos de banda 12.2, 10.2, 7.95, 7.40, 6.70, 5.90, 5.15 y 4.75 kb/s se basan en muestreos a 8000Hz con cuadros de 20 milisegundos (160 muestras por cuadro). Al ser un formato de muy alta compresión, los archivos AMR son de muy bajo peso, pero de una extrema baja calidad.
Existen programas para transformar este formato a formatos de audio como son el MP3 o el WAV. El uso de estos es relativamente necesario a causa de que no todos los reproductores de sonido tienen por defecto los archivos necesarios como para reproducir un archivo codificado como AMR.